# Kallirróï (Kilkís)
Kallirróï (grec moderne : Καλλιρρόη) est une localité située dans le dème de Kilkís, dans le district régional de Kilkís, dans la periphérie de Macédoine-Centrale, en Grèce.
Selon le recensement de 2011, elle compte 40 habitants.